# Central nuclear de Shippingport

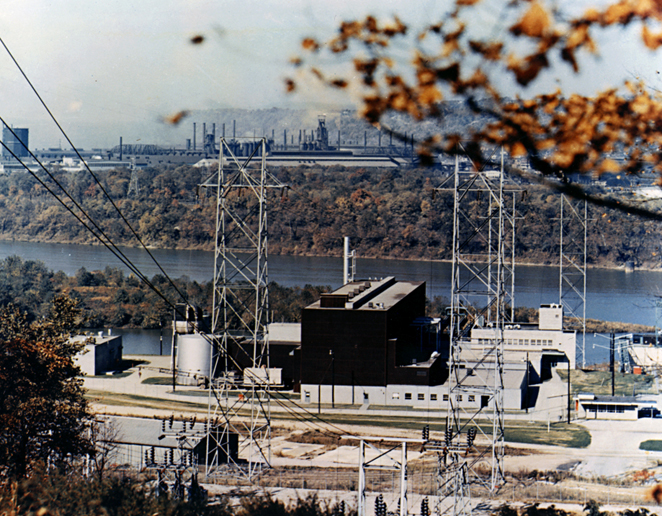
El reactor de Shippingport fue la primera planta de energía nuclear a escala completa de los Estados Unidos.

La central nuclear de Shippingport, está situada en el río Ohio en el Condado de Beaver, Pensilvania cerca de 40 km de Pittsburgh. Empezó a funcionar el 2 de diciembre de 1957, y estuvo funcionando hasta octubre de 1982. 
La primera piedra se colocó en 1954 en una ceremonia a la que asistió el presidente Dwight D. Eisenhower, que también la inauguró el 26 de mayo de 1958 como parte de su programa de Átomos para la Paz. La planta se construyó en 32 meses con un coste de 72,5 millones de dólares. .
Se trataba de un reactor de agua a presión con una potencia de salida de 60 MWe. En concreto, era un Reactor Reproductor de Agua Ligera Presurizada (PLWBR) diseñado para funcionar con uranio enriquecido al 93% (los reactores normales no usan un enriquecimiento superior al 5% en ninguna barra de combustible). El reactor había sido inicialmente diseñado para una gran portaaviones, y fue adaptado para su uso comercial.
El emplazamiento ha sido totalmente limpiado y entregado para ser usado sin limitaciones.